# Lekarówka
Lekarówka (biał. Лекараўка, ros. Лекаревка) – wieś na Białorusi, w obwodzie mińskim, w rejonie mińskim, w sielsowiecie Józefowo.